# Qāf
Qāf (ق) – dwudziesta pierwsza litera alfabetu arabskiego. Używana jest do oznaczenia dźwięku [q], tj. spółgłoski zwartej języczkowej bezdźwięcznej. Pochodzi od fenickiej litery kof.
W języku polskim litera qāf jest transkrybowana za pomocą litery K.
W arabskim systemie liczbowym literze qāf odpowiada liczba 100.

## Postacie litery
| Postać: | izolowana | końcowa | środkowa | początkowa |
| ------- | --------- | ------- | -------- | ---------- |
| Wygląd: | ق‬         | ـق‬      | ـقـ‬      | قـ‬         |

## Kodowanie
| Znak                   | ق                 | ق                 |
| ---------------------- | ----------------- | ----------------- |
| Nazwa w Unikodzie      | Arabic Letter Qaf | Arabic Letter Qaf |
| Kodowanie              | dziesiątkowo      | szesnastkowo      |
| Unicode                | 1602              | U+0642            |
| UTF-8                  | 217 130           | d9 82             |
| Odwołania znakowe SGML | &#1602;           | &#x0642;          |